# Mont Pelat
Der Mont Pelat ist mit einer Höhe von 3053 m der höchste Gipfel des Massif du Pelat in den französischen Seealpen. Der Gipfel liegt im Nationalpark Mercantour südöstlich des Col d’Allos.
Der Berg kann vom Lac d’Allos oder vom Col de la Cayolle aus ohne alpinistische Schwierigkeiten bestiegen werden und bietet einen Ausblick auf die umliegende Bergregion, bei guter Sicht bis zum Mittelmeer und zum Mont Blanc.
1994 wurden im Rahmen eines umfassenden Schutzprogrammes 22 Alpensteinböcke ausgesiedelt, deren Wanderungen mit Peilsendern verfolgt werden.